# 尹錫悅彈劾案
2024年12月，韓國國會对總統尹锡悦提出两次彈劾案（韩语：／ Yun Seok-yeol Daetongnyeong Tanhaek Sochu ?）。首次弹劾於12月4日由在野各黨共191名議員联合提出，7日下午6时表決，因投票人数不足而失败。第二次弹劾于12日發起，并于14日以204票赞成通过，尹錫悅即时停职，而总理韓悳洙成为代理總統。2025年4月4日，宪法法院以8票支持、0票反对通过了尹锡悦弹劾案，尹锡悦成为韩国宪政史上第二位被弹劾成功而解职的总统，也成為全球首位在2020年代因彈劾成功而被解職的國家領導人，隨後由代總統韓悳洙籌備下屆總統選舉，直至5月1日韓悳洙和崔相穆相继辞职，由社会副总理李周浩代為履行總統和總理職責。

## 背景

### 韩国宪法與宪法法院
《大韓民國憲法》有对弹劾案的规定。根据宪法第65条第1款，如果总统、国务总理或其他政府官员违反宪法或其他公职义务，国会可以弹劾他们。第2款规定弹劾法案可由国会全体议员中的三分之一或三分之一以上同意后提出。彈劾案若獲得国会300名议员三分之二以上同意即通過，代表至少要有200名议员同意。本款还规定，任何被弹劾通过的人，在弹劾案裁决之前，均不得行使其权力、不得延长公职任期、亦无法获得民事或者刑事责任的豁免。在1988年宪法法院法中，宪法法院必须在收到任何判决案件（包括弹劾案件）后180天内作出最后裁决。如果被判决人在裁决之前离职，则该案被驳回，弹劾案也可能在这种情况下被驳回。
之前的一次总统弹劾案是2016年的朴槿惠弹劾案，当时朴槿惠被国会弹劾，是韩国史上第一位被弹劾的总统。韩国民主化以来，几乎每位民選总统都在任期內或卸任後纏上丑闻，被稱為「青瓦台詛咒」。

### 戒嚴案

#### 韩国总统尹锡悦宣布实施戒严
2024年12月3日晚，尹锡悦宣布实施“紧急戒嚴”，引发了全国乃至全世界的广泛关注。这是自1987年韩国民主化以来首次实施此类极端措施。尹锡悦解释称，戒严令的发布旨在应对“反国家势力”及来自朝鲜的安全威胁。然而，此举也引发了不少疑问和批评，部分观察人士认为，戒严令的宣布可能与当时国内的政治环境和社会动荡有关，有分析认为这是政府在面临抗议和政治压力时采取的应对措施。

#### 迅速解除戒嚴令
戒嚴令宣布后，国会朝野各黨議員于次日1时迅速召开会议，190名议员一致通过解除戒严案。尹锡悦於凌晨4时30分召开内阁会议，正式撤销戒严令。此次戒嚴從開始到結束僅約6小時。

#### 彈劾原因
尹锡悦的戒严令被视为违宪行为，反对党共同民主党立即表示将针对此舉启动弹劾程序。该党指责尹锡悦未能遵守宪法，认为他的行为构成严重的内乱，这为弹劾提供了充分理由。共同民主党领导人表示，如果尹锡悦不立即辞职，他们将顺应民意迅速推进弹劾动议。此外，国民力量党内部也出现了分歧，以韓東勳為首的部分领导层呼吁尹锡悦辞去党内职务，并解任负责宣布戒严的国防部长金龙显。

### 政治局势
弹劾案发生时，最大在野党共同民主党党首李在明正面临多项法律指控。如果李在明终审被判刑，那么根据《公职选举法》，他将会失去议员资格，并且无法参与下一次总统大选。因此，共同民主党方面希望在终审判决之前举行大选，避免李在明失去参选资格，而国民力量方面则希望尽可能拖延弹劾案。

## 国会表决

### 第一次弹劾
| 選項       | 票數             |
| ---------- | ---------------- |
| 支持       | 未計算 195 / 300 |
| 反對       |                  |
| 棄權       |                  |
| 無效票     |                  |
| 未投票     | 105 / 300        |
| 彈劾未成功 |                  |

彈劾案提出當晚，執政國民力量黨召開閉門會議商討對策，最終確認了反對彈劾與追訴尹錫悅的立場，表決當天國民力量黨亦不會參與投票。當時在野黨在國會共佔192個議席，距離彈劾案通過的三分之二門檻尚有8席差距，故在表決前，媒體分析普遍認為除非有足夠國民力量黨議員倒戈，否則彈劾案很大機會未能通過。但12月6日，国民力量党黨魁韩东勋称，自己在昨晚透過可靠消息得知，尹锡悦曾指示同樣就讀首爾冲岩高等學校的學弟、國軍防諜司令部呂寅兄以「反國家势力」为由逮捕多名主要政治人物，将他们關押在果川市拘留所。韓東勳表示，为防止尹锡悦再次采取极端行动，应尽快停止尹锡悦履行职务。據報道，這份名單上包括韓東勳本人。
在彈劾投票前，一名50多歲的男子為了抗議暴力與不公，試圖在國民議會附近自焚，隨後被汝矣島地區隊的警察抓獲并緊急送往了醫院。国会议长宣布将会先表决涉第一夫人金建希的《任命独立检察官查明第一夫人金建希操纵股价案真相法案》（此前已被尹锡悦否决），之后再表决总统尹锡悦的弹劾案。分析人士指国会通过总统弹劾案须国会过半数在籍议员参与发起，且三分之二以上在籍议员投赞成票。由于非执政党议席有192席，弹劾案至少须获得国民力量党议员的八票赞成票才能通过。但“金建希特检法”，只需出席全会的议员中三分之二以上投赞成票即可获通过，这意味着如果国民力量党缺席，在野党就可单独表决通过此案。在野党意图通过此举，迫使执政党议员出席国会投票。该法案最终赞成票为198票，低于通过所需的200票，未获通过。
金建希特檢案投票後，執政黨議員幾乎全部離場，而在野黨議員全體起立，高喊執政黨議員名字呼籲他們回到議場投票。18時17分，韩国国会开始就尹锡悦弹劾案投票，國民力量黨议员除安哲秀以外均离开国会。另一位國民力量黨金睿智後來回到議場。在禹元植議長請求國民力量黨國會議員回來投票後，又有一位國民力量黨議員金尚旭回到議場，在野各黨議員則抱以掌聲。但金尚旭告訴記者，他回來後投下了反對票。
当地时间21時20分，议长宣布结束投票，因投票数只有195票，未达到法定人數，弹劾失败。而投票原定的截止日期為當地時間凌晨00時48分，即彈劾案提出3日後。下次若再要提出弹劾案，时间最早是12月11日。

### 第一次彈劾後
共同民主黨黨魁李在明稱定會在跨年前解決國家問題，並批評執政黨國民力量背棄人民，為叛亂政黨，共同民主黨也宣布將提出第二次彈劾。國民力量黨魁韓東勳稱，該黨反對彈劾尹錫悅，尹錫悅將不再處理國政，該黨将有序推进尹锡悦下台，他還表示會提出穩定國政的方案。。
12月9日，《韓民族日報》與《京鄉新聞》在頭版刊登離席的105名國民力量國會議員名單以及他們的相片，呼籲選民永遠记住他們。
部分國民力量黨議員因未投票引發支持彈劾的民眾的憤怒，超過10萬人請願要求憲法法庭解散國民力量，部分議員的服務處遭到破壞，並收到了弔唁用的花環。
尹锡悦在12月12日發表談話，批評在野黨將戒嚴定調為內亂，並稱自己會對抗到底。國民力量黨魁韓東勳隨即召開記者會，稱未預料到尹錫悅的發言，並認定他不應再擔任總統。

### 第二次彈劾
| 選項       | 票數      |
| ---------- | --------- |
| 支持       | 204 / 300 |
| 反對       | 85 / 300  |
| 棄權       | 3         |
| 無效票     | 8         |
| 未投票     | 0         |
| 彈劾案通過 |           |

在野黨於12月12日再次提出彈劾案，預計在当地时间14日下午3时表決。不料，同日早上尹錫悅單方面突襲發表新演說，重申發布戒嚴的理由正當，並主張這樣的行為合法，而且沒有阻擋議員進入，前後也就兩小時左右，不算造成內亂，引發朝野譁然，對此，國民力量黨魁韓東勳緊急召集黨內會議，稱「比起反省更像辯解」，並會討論開除尹錫悅黨籍。同時，由于發覺总统尹锡悦拒绝按黨內安排交接後辞职退場，他決定不再反對在野派系彈劾尹錫悅，而且同時允許国民力量党议员也可以「根据他们的信仰和良心自由投票」。
截至13日，已有7名國民力量黨議員表態支持彈劾，國民力量黨議會黨鞭權性東稱需有三分之二黨籍議員表態才會改變方針，並稱他們在14日會決定是否支持彈劾。14日弹劾案表决当天，国民力量党表示依然将“反对弹劾案”作为党内统一立场。
12月14日，大韓民國國會以204票支持，85票反對和3票棄權，通過彈劾動議。尹锡悦總統職務被暫停，按規定接下來由國務總理韓悳洙代理。

### 第二次彈劾後
12月14日下午6时15分，国会通过的尹錫悅彈劾决议案被提交至韩国宪法法院。
同日晚间7时24分，国会将彈劾决议案副本交予韩国总统府，尹錫悅的总统职权被暂停，依照韩国宪法，国务总理韩悳洙代行总统职权。尹锡悦随后发表谈话称，“尽管我暂时停下脚步，但过去两年半我与国民一起走过，通往未来的旅程绝不能停止，我绝不会放弃”。随后尹锡悦多次拒绝法院的传唤。
12月16日上午，国民力量党代表韓東勳在国会召開記者會，並宣布辭去黨代表一職。

## 宪法法院的听证和决定

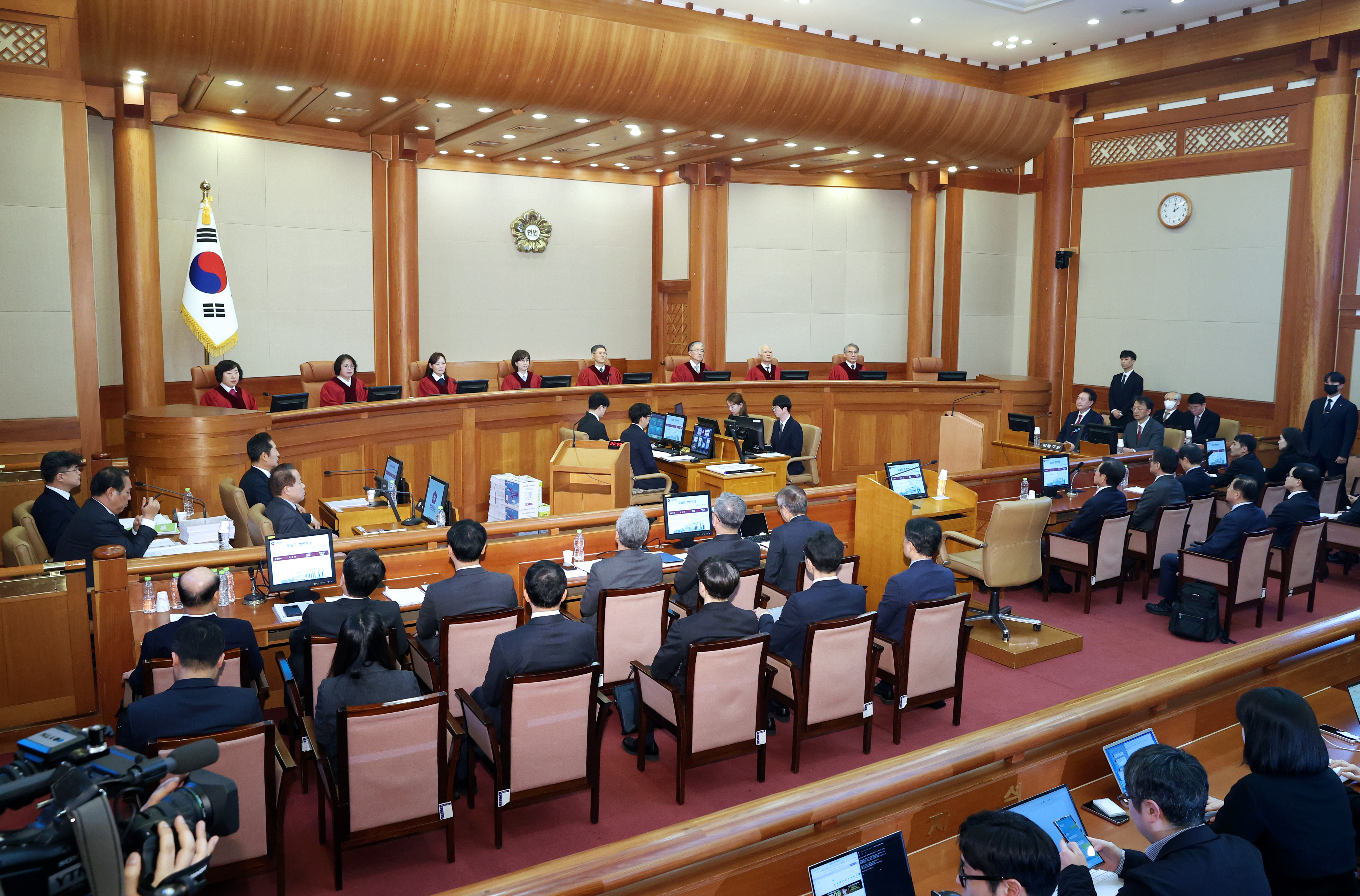
尹锡悦于2025年1月21日在韩国宪法法院出席总统弹劾案第三次正式辩论

### 法官任命
根据规定，宪法法院由9名法官组成，其中3人由总统推荐，3人由国会推荐，3人由大法院院长推荐。9名法官中至少7人出席、6人赞成才能确认弹劾、罢免总统。但弹劾案发生之时，由国会推荐的3名宪法法院法官席位空缺，现任法官仅有6名。
在野党积极推动宪院法官的任命。12月9日，国会议长禹元植向国会提交了填补3名宪法法院法官空缺的人事案。12月26日，国会表决通过了3名法官的任命案，敦促代总统立刻批准。另一方面，代总统韩德洙表示将暂缓任命宪法法院法官，直到朝野经协商达成一致。因此，韩德洙在12月27日被国会弹劾，由副总理兼企划财政部长官崔相穆接任代总统。国民力量抗议该弹劾案，认为代总统的弹劾应当得到200名议员的赞成才能通过，但国会议长禹元植认为弹劾对象是总理，因此只需要151张赞成票。
12月31日，崔相穆宣布任命共同民主党推荐的郑桂先和国民力量推荐的赵汉畅为宪法法院法官，但拒绝任命共同民主党推荐的马恩赫，表示要等到朝野协商一致之后再任命。
代总统崔相穆和国会议长禹元植将马恩赫任命一事上诉到宪法法院。2025年2月27日，宪法法院裁定崔相穆拒绝任命属于违宪行为，但驳回了国会关于立即赋予马恩赫法官地位的请求。3月28日，禹元植再次就代总统韩悳洙拒绝任命一事上诉到宪法法院，并请求对马恩赫发出确定临时地位的假处分（赋予宪院法官地位）。4月2日，国会第二次表决通过“关于敦促任命马恩赫为宪法法院法官的决议案”。

### 审理过程

#### 2024年
12月18日，宪法法院命令总统尹锡悦提交他于12月3日发布的紧急戒严令以及在戒严令颁布前后举行的两次内阁会议记录。另外，宪法法院要求在弹劾案中代表国会、担任国会法制委员会主席的共同民主党议员郑清来，提交国会支持弹劾尹锡悦的理由和证据。
12月27日，韩国宪法法院启动尹锡悦弹劾案的审理流程。因尹錫悅3次傳喚未到，法院裁准檢方逮捕尹錫悅，是韓國史上首次對時任總統採取強制措施。

#### 2025年
第一次辩论
1月14日，韓國憲法法院就尹錫悅方對彈劾案提出的法官迴避申請召開會議，裁決駁回申請、依原訂在下午2時舉行總統彈劾案首次庭審辯論。在尹錫悅未出席狀況下，法庭僅4分鐘就結束第一次辯論。
第二次辩论
1月16日，法院舉行第二次辯論，尹錫悅律師裴真漢稱2020年議會選舉存在選舉舞弊現象，擾亂治國理政，無奈之下只能戒嚴。至於朝鮮及個別國家網攻中央選舉管理委員會修改選舉結果、缺席投票結果不可信的問題，辯方將在證據調查階段舉證。辯方也向法院申請對選委會進行證據調查，包括調查選委會委員及秘書長名單、2020年議會選舉時在選委會研修院工作的中國籍人員等。此外，法院在原有五次辯論的基礎上增加三次辯論，分別在2月6日、11日和13日進行。當天，尹錫悅律師團隊向首爾中央地方監察廳控告公調處處長吳東運和警察廳國家偵察本部長禹鐘壽涉嫌發動內亂。
第三次辩论
1月21日，尹錫悅親自到法庭出席第三次辯論，此乃韓國憲政史上首次。庭審開始後，尹錫悅主動向法庭要求給予發言機會，獲得批准。法庭問尹錫悅是否指示首都防衛司令李震雨、特戰司令郭種根在戒嚴後闖入國會會場，將聚集在內商討解除戒嚴的議員拉走，尹錫悅予以否認。法庭問尹是否給企劃財政部長官崔相穆寫紙條，要求編制國家緊急立法機構預算，尹也一併否認，自己也是解嚴後在新聞上看到這則消息，但內容不準確。至於代理人團主張宣佈解嚴主因是國會選舉舞弊，尹表示解嚴前就質疑選舉公正性，曾一度要求有關人員全面檢查選委會計票系統，但未要求蒐集舞弊證據。就出動軍隊阻撓國會解除戒嚴的嫌疑，尹表示無法阻攔國會表決通過解嚴。庭審結束後，尹錫悅前往首爾軍醫院接受定期體檢。
第四次辩论
1月23日，尹錫悅再次到法庭出席辯論。經憲法法院代理院長文炯培批准，尹錫悅向作證的官方部長金龍顯進行提問。關於是否有意執行戒嚴司令部發佈的限制國會活動一號戒嚴令，尹錫悅稱戒嚴令只具備象征性意義，是金龍顯親自拿著戒嚴令到總統官邸找他的。金龍顯表示，應尊重國會立法活動，但應該暫時控制政治人士的政治活動。在制定戒嚴令時，他參考了1980年全斗煥政府及2017年朴槿惠政府指定的各種文件。金還提供多項關鍵證詞，包括承認在戒严後寫紙條，要求編列國家緊急立法機構預算，並通過工作人員轉交給代行總統職務的崔相穆，而根據檢方起訴書，相關文件是尹錫悅提前準備並轉交給崔相穆的。檢方還指出，尹宣佈戒嚴後，曾給時任陸軍特戰司令郭種根、首都防衛司令李鎮雨等人打電話，敦促對方出動軍隊闖入國會，將國會議員拉走。金龍顯予以反駁，稱尹僅指示出動250餘名兵力，將「要員」拉出，而非「議員」。
第五次辩论
2月4日，尹锡悦否认指示抓捕国会议员、阻止国会表决通过解除戒严议案。他又承认在2024年11月指示时任国防部长官金龙显向选管委派遣军队，以了解国家情报院未能看到的计算机管理系统及其运作方式，未指示没收服务器。他表示以前在检察厅工作的时候，曾就接到许多有关选举舞弊的举报，当中发现了无效选票，故认为选举存在问题。
韩国国家情报院前第一次长洪壮源在庭上作证，称自己在戒严当天接到尹锡悦电话，对方指示他“全部抓起来”，由“国情院接管‘反共’(反间谍）侦查权并协助国军防谍司令部”。由于不知道具体要抓谁，洪壮源联系上前防谍司令吕寅兄，事后记下了具体抓人名单。尹锡悦律师团队回应称，尹锡悦指的是将间谍全部抓起来，洪壮源曲解了指示含义。
第六次辩论
2月6日，当天出庭作证的戒严部队负责人、前陆军特战司令郭种根指证尹锡悦在戒严当晚电话指示封锁国会并将表决解除戒严决议的议员“拉出”国会。
戒严当晚负责封锁国会的戒严部队指挥官金贤泰在作证时表示，当时接到了“封锁国会”的指示，但没有收到“拉出”议员的指示。对此，郭种根的解释是，“我下令部队不要进入国会拉人，中止了任务”。
总统秘书室经济首席秘书朴春燮表示，在野党弹劾官员、单方面立法、单方面削减预算等是引发戒严的综合原因。国会方面则反驳称，国会有权审议和表决预算，如果政府不满就宣布非法紧急戒严，“也许每年都要戒严”。
第七次辩论
2月11日，韩国宪法法院11日举行总统弹劾案第七次正式辩论。中央选举管理委员会事务总长金龙彬否认国会选举存在舞弊嫌疑。
前国家情报院第三次长白钟郁、选管委事务总长金龙彬主要就国会选举是否存在舞弊现象回答提问。尹锡悦曾主张选管委存在“选举舞弊”嫌疑，并把“查清真相”作为宣布戒严的理由之一。
白钟郁在作证中提出，安保检查结果显示选管委涉及网络的操作存在疑点，但他拒绝就是否存在选举舞弊的可能性作答。金龙彬坚决否认选举舞弊嫌疑，称“服务器被黑客侵入是不可能的”。
第八次辩论
韩国宪法法院13日举行尹锡悦弹劾案第八次正式辩论。国家情报院院长赵太庸作为尹锡悦方证人，他说：“尹锡悦应该不会直接向前国情院第一次长洪壮源下达支援逮捕的指示，因为位置追踪、支援逮捕等事务并非次长能够独立完成的，……如果下达指示，也应该直接向我下达。当晚在总统府与国务总理韩德洙等人会面时，现场没有人员赞成宣布紧急戒严。”
首都防卫司令部第一警备团团长赵成铉（音）作证说，前首都防卫司令官李镇雨曾下达过“进入国会将议员们拉出来”的指令。
第九次辩论
韩国宪法法院18日举行尹锡悦总统弹劾案审理的第九次正式辩论，国会方面和尹锡悦方面阐述了关于弹劾案的主张和书面证据要旨。国会方面在陈述中指出，为守护宪法，应迅速作出罢免尹锡悦的决定。若宪法法院驳回弹劾，尹锡悦重获总统职权，将引发更大灾难。
尹锡悦方面则在陈述中辨称“紧急戒严具有正当性”，“在行使权力的过程中始终在法律框架内尽最大努力将影响降至最低”，同时强调戒严当时没有事前谋划封锁国会，也没有指示阻止国会表决解除戒严决议案。尹锡悦方面还指出，部分证人在宪法法院和检方警方的陈述前后不一，“不可信”。
第十次辩论
韩国宪法法院20日下午举行总统弹劾案审理的第10次正式辩论，也是目前安排的最后一次证人辩论。宪法法院當天宣布安排控辩双方在2月25日下午作辩论的最后陈述。

## 判決

### 宣判前夕
起初外界預計本案最快將於3月14日宣判，但憲法法院迟迟未公布该案件的宣判时间，直至4月1日才確認。媒体猜测，當中原因可能是宪法法院8名法官意见存在分歧，尚未达成一致。此案审理时间长达111天，超过了2004年卢武铉弹劾案的63天和2017年朴槿惠弹劾案的91天，成為了南韓史上審理時間最長的總統彈劾案。
為防止可能引發的騷亂，韓國警方在3月5日公佈將於宣判當天將憲法法院大樓一帶的保安提升至最高級別。3月6日，首爾交通公社宣佈當天將關閉最接近憲法法院的安国站的出入口，市廳、景福宮、光化門等車站都會加派人手駐守。若屆時進出地鐵站人潮過多，列車可能會過站不停，各出入口也會視乎情況實施人流管制。3月10日，韓國警方進一步公佈，屆時將把憲法法院外100米範圍劃為禁止示威區，並設置路障。除了上述的地鐵站外，附近至少一所學校亦會在宣判當天關閉，首爾市教育廳亦建議另外6所附近的學校採取安全措施。
3月12日，韓國國土交通部公佈，自翌日起到19日，憲法法院大樓方圓1.85公里空域被劃定為臨時禁飛區，屆時除消防、急救隊等用於搜救工作的飛行器外，包括無人機在內的一切飛行器均禁止在此範圍內飛行。
3月14日，韓國代理總統崔相穆呼籲國民應尊重並接受任何裁決結果。16日，執政黨國民力量黨鞭權性東表示，黨內將接受憲法法院對總統彈劾案的判決結果。
3月27日，韩国国会议长禹元植敦促宪法法院尽快对弹劾案进行宣判，推迟公布宣判日期将导致社会秩序更加混乱。
4月1日，韩国宪法法院宣布，将于4日上午11时对尹锡悦弹劾案做出最后裁决，屆時將在電視直播，並允許民眾在現場旁聽。4月3日，尹錫悅的律師團表示，他將會缺席翌日的弹劾案宣判。

### 宣判
| 選項       | 票數  |
| ---------- | ----- |
| 支持       | 8 / 8 |
| 反對       | 0 / 8 |
| 席位空缺   | 1     |
| 彈劾案通过 |       |

2025年4月4日，韩国宪法法院裁定弹劾成立，尹锡悦被立即解职，成为韩宪政史上第二位被弹劾下台的总统。韩国宪法法院代理院长文炯培表示，参与审理弹劾案的8名法官全部投同意票，同意弹劾总统。宪法法院称，弹劾案程序合理，尹锡悦宣布戒严不符合国家危机的法律要求，他向国会派兵阻止國會議員撤销戒严令也违反法律。

#### 法官态度
| 姓名                | 提名                   | 任命   | 倾向   | 投票 | 意见                                           | 意见                                   |
| 姓名                | 提名                   | 任命   | 倾向   | 投票 | 一事不再理                                     | 传闻证据                               |
| ------------------- | ---------------------- | ------ | ------ | ---- | ---------------------------------------------- | -------------------------------------- |
| 文炯培              | 總統 （文在寅）        | 文在寅 | 进步派 | 罢免 | 两次弹劾发生于不同会期（418、419），有效       |                                        |
| 李美善              | 總統 （文在寅）        | 文在寅 | 进步派 | 罢免 | 两次弹劾发生于不同会期（418、419），有效       | 传闻证据在今后弹劾程序中可更宽松地适用 |
| 金炯枓              | 大法院院長 （金命洙）  | 尹锡悦 | 进步派 | 罢免 | 两次弹劾发生于不同会期（418、419），有效       | 传闻证据在今后弹劾程序中可更宽松地适用 |
| 鄭貞美              | 大法院院長 （金命洙）  | 尹锡悦 | 进步派 | 罢免 | 两次弹劾发生于不同会期（418、419），有效       |                                        |
| 鄭亨植 （主审法官） | 總統 （尹锡悦）        | 尹锡悦 | 保守派 | 罢免 | 有效，但有必要立法限制未来会期提出弹劾案的次数 |                                        |
| 金福馨              | 大法院院長 （曹喜大）  | 尹锡悦 | 保守派 | 罢免 | 两次弹劾发生于不同会期（418、419），有效       | 传闻证据在今后弹劾程序中需更严格地适用 |
| 趙漢暢              | 国会 · （ 國民力量）   | 崔相穆 | 保守派 | 罢免 | 两次弹劾发生于不同会期（418、419），有效       | 传闻证据在今后弹劾程序中需更严格地适用 |
| 鄭桂先              | 国会 · （ 共同民主党） | 崔相穆 | 进步派 | 罢免 | 两次弹劾发生于不同会期（418、419），有效       |                                        |

### 反应
尹锡悦在汉南洞官邸观看了宣判过程，总统府相关人士则留守办公室。在彈劾案判決之際，KakaoTalk因大量用戶收發消息以及流量激增導致一度大規模「当机」。宪法法院裁定后，代總統韩悳洙隨即簽署緊急狀態令。尹锡悦則通过法律代理人团表示，自己未能达到国民的期待，对此深感遗憾和抱歉，并向所有支持者表达感谢。尹锡悦被解职后，除警卫外所享受的前总统待遇一概被剥夺，总统一职则确定由国务总理韩悳洙继续代理。执政党国民力量接受裁定，向国民致歉。最大在野党共同民主党表示尹锡悦被罢免是国民的胜利，党首李在明称“伟大的国民找回民主共和国大韩民国”。

## 民意調查
Real Meter在2024年12月4日對南韓504名成人進行調查，結果顯示有高達73.6%的受訪者支持彈劾尹錫悅，24%表示反對；此外，69.5%的受訪者認為尹錫悅宣佈緊急戒嚴構成內亂罪，24.9%認為不構成。
2025年4月3日，韩国四大民調機構在尹錫悅彈劾案即將宣判前進行的民調結果顯示，支持罷免的受訪者佔57%，反對的佔35%。

## 國際反應
尹錫悅彈劾案在国会通过後，韓國外交部緊急向美日中三國代表通報，並強調外交立場不會改變。由韓國外交部長趙兌烈接見美國駐韓國大使菲利普·戈德堡、韓國外交部第一次長（副外交部長）金烘均會見日本駐韓國大使水嶋光一、韓國外交部次官補（部長助理）鄭炳元則與中國駐韓國大使館臨時代辦方坤面談。

### 各國政府
中华人民共和国外交部发言人林剑在2024年12月16日主持例行记者会时就弹劾案提问表示：我们注意到了近期韩国政局的变化，这是韩国的内政，我不作评论。韩国是中国的重要近邻和友好合作伙伴，推动中韩关系健康稳定发展符合双方的共同利益。中方对韩的政策是一贯的，保持着稳定性，希望韩方与中方相向而行，为深化两国的友好合作和战略合作伙伴关系作出积极努力。维护朝鲜半岛的和平稳定，符合有关各方的共同利益，需要有关各方共同为此作出积极努力。
日本首相石破茂表示，日韓關係的重要性不改變，未來仍將與南韓維持緊密聯繫。在國際社會的各種議題上，韓國對於日本而言是必須以夥伴關係維持合作的重要鄰國。
歐盟發言人安妮塔·希佩（Anitta Hipper）表示，歐盟已注意到國會彈劾尹錫悅總統的決定。當前首要任務是確保根據《韓國憲法》，迅速且有序地解決這場政治危機。
中華民國外交部表示，外交部關注韓國國會於2024年12月14日以204票通過尹錫悅彈劾案，外交部尊重韓國人民及國會依民主程序所作出的決定，將密切關注韓國情勢發展。並強調，台灣與韓國同屬印太民主陣營，實質關係穩健，經貿及人員往來頻密，台韓將在既有的豐碩成果上，持續推動各領域的合作交流。
美國駐韓國大使菲利普·戈德堡表示，美國將一如既往支持大韓民國的民主與憲政進程，並與其人民站在一起。戈德堡與趙兌烈部長再次重申，美韓同盟堅若磐石，我們對朝鮮半島和該地區的和平與安全承諾堅定不移；美國國務卿布林肯表示，大韓民國展現民主韌性，看到韓國以和平方式遵循憲法規定的程序，並準備好與暫代總統職務的韓國總理韓悳洙合作。美方堅定支持韓國人民以及堅若磐石的美韓聯盟；美國總統拜登與韓國代理總統韓悳洙通話並表示，拜登相信韓國民主，堅若磐石的美韓同盟依然不變，為了美韓同盟及發展與強化美日韓合作，將與韓方共同努力。